# جولي فلاستو
جولي فلاستو (بالفرنسية: Julie Vlasto)‏ مواليد 8 أغسطس 1903 في مارسيليا - الوفاة 2 مارس 1985 في لوزان، كانت لاعبة كرة مضرب فرنسية. كما أنها إحدى بطلات الجراند سلام. سبق أن شاركت في دورة الألعاب الأولمبية الصيفية.

## النهائيات

### الزوجي: 2 (الألقاب 2, الوصافة 0)
| النتيجة | السنة | الدورة           | الشريك      | المنافس                         | النتيجة        |
| الفوز   | 1925  | البطولة الفرنسية | سوزان لنجلن | كاثلين مكين جودفري إيفلين كولير | 6–1, 9–11, 6–2 |
| الفوز   | 1926  | البطولة الفرنسية | سوزان لنجلن | كاثلين مكين جودفري إيفلين كولير | 6–1, 6–1       |

### الزوجي المختلط: 1 (الألقاب 0, الوصافة 1)
| النتيجة | السنة | الدورة           | الشريك     | المنافس                | النتيجة  |
| الوصافة | 1925  | البطولة الفرنسية | هنري كوشيه | سوزان لنجلن جاك برونون | 2–6, 2–6 |

## الخط الزمني للفردي
مفتاح
| ف | ن | ن.ن | ر.ن | د# | د.م | ل | أ.أ | ت | غ | ب | ف | ذ | م.خ | ل.ت |

(ف) فاز بالبطولة (ن) وصل النهائي (ن.ن) نصف النهائي (ر.ن) ربع النهائي (د#) الأدوار الأربعة الأولى (د.م) دور المجموعات (ل) شارك في كأس ديفيز (أ.أ) خرج من الأدوار الاولى (ت) خسر التصفيات التأهيلية (غ) غاب عن الحدث أو البطولة (ب) حصل على ميدالية برونزية (ف) حصل على ميدالية فضية (ذ) حصل على ميدالية ذهبية (م.خ) بطولة الماسترز خُفضت إلى مرتبة أقل (ل.ت) البطولة لم تعقد في السنة المعينة.
لتجنب الارتباك وازدواجية الحساب، يتم تحديث هذه المعلومات إما في نهاية البطولة، أو عندما تكون مشاركة اللاعب في البطولة قد انتهت.
| الدورة           | 1923  | 1924  | 1925  | 1926  | 1927  | 1928  | 1929  | 1930  | 1931  | إجمالي ف/م |
| ---------------- | ----- | ----- | ----- | ----- | ----- | ----- | ----- | ----- | ----- | ---------- |
| أستراليا         | غ     | غ     | غ     | غ     | غ     | غ     | غ     | غ     | غ     | 0 / 0      |
| فرنسا1           | ر.ن   | ل.ت   | ن.ن   | د2    | غ     | غ     | غ     | غ     | د1    | 0 / 4      |
| بطولة ويمبلدون   | د4    | غ     | غ     | ن.ن   | غ     | غ     | د2    | د1    | غ     | 0 / 4      |
| الولايات المتحدة | غ     | غ     | غ     | غ     | غ     | غ     | غ     | غ     | غ     | 0 / 0      |
| م.ف              | 0 / 2 | 0 / 0 | 0 / 1 | 0 / 2 | 0 / 0 | 0 / 0 | 0 / 1 | 0 / 1 | 0 / 1 | 0 / 8      |

- إجمالي ف / م = إجمالي الفوز والمشاركة

## الميداليات
| الميدالية | المسابقة                       |
| --------- | ------------------------------ |
| فضية      | الألعاب الأولمبية الصيفية 1924 |

## روابط خارجية
- جولي فلاستو على موقع الاتحاد الدولي لكرة المضرب (الإنجليزية)
- جولي فلاستو على موقع بطولة ويمبلدون (الإنجليزية)
- جولي فلاستو على موقع خلاصة التنس.كوم (الإنجليزية)
- جولي فلاستو على موقع اللجنة الأولمبية الدولية (الإنجليزية)
- جولي فلاستو على موقع أوليمبيديا (الإنجليزية)